# Saria (Insel)
Saria (griechisch Σαρία [saˈria] (f. sg.)) ist heute eine äußerst dünn besiedelte griechische Insel in der südöstlichen Ägäis, die zur Inselgruppe der Dodekanes gehört. Sie ist nur durch die gut 100 m breite und 1,5 m tiefe Meerenge Díavlos Sarías (Δίαυλος Σαρίας) von der größeren südlich gelegenen Nachbarinsel Karpathos getrennt. In der Antike waren die beiden Inseln noch durch eine Landbrücke miteinander verbunden, spätere Landsenkungen infolge von Erdbeben führten zu der Trennung der Inseln.
Saria ist fast 8 Kilometer lang, bis zu 4,5 Kilometer breit und hat eine Fläche von 20,429 km². Die gebirgige und kahle Insel erreicht eine Höhe von 631 Metern.
Von der früheren Besiedlung der Insel zeugen noch die spärlichen und teilweise unter der Wasserlinie gelegenen Reste der antiken Stadt Nisiros, aus der wohl die um das Jahr 900 n. Chr. gegründete Ortschaft Palatia mit den Ruinen eines Klosters hervorgegangen ist.
Im Jahre 1420 verließen aufgrund ständiger Piratenübergriffe fast alle Einwohner die Insel und gründeten das Dorf Olymbos auf Karpathos, das zusammen mit der Insel seit 2011 Teil der Gemeinde Karpathos ist. Einwohner von Olymbos sowie die wenigen ganzjährig hier lebenden Hirten und Bauern betreiben auf der Insel Weidewirtschaft und in geringem Umfang auf kleinen Flächen Landwirtschaft.
Saria besitzt einige sehr kleine, jedoch nahezu unberührte Strände. Eine touristische Infrastruktur ist nicht vorhanden, die Insel kann aber im Rahmen von Tagesausflügen von Karpathos aus besucht werden. Neben Badetouren werden auch Wanderungen über die Insel angeboten.
| Name  | 1947 | 1951 | 1961 | 1971 | 1981 | 1991 | 2001 | 2011 |
| ----- | ---- | ---- | ---- | ---- | ---- | ---- | ---- | ---- |
| Saria | 0020 | 0016 | 0018 | 0013 | 0004 | –    | 0022 | 0045 |